# 葉山梨々花
葉山 梨々花（はやま りりか、1988年12月9日 ）は、日本のAV女優。ピースプロモーション所属。

## 略歴・人物
- 2008年12月にAVデビュー。

## 出演作品

### アダルトビデオ
2008年
- ZERO 11 （12月2日、プレステージ） ※デビュー作

2009年
- Tokyo流儀 74 （1月1日、プレステージ）
- 顔射の美学 10 （2月3日、プレステージ）
- 高級ソープよりもすごい極上ウラ風俗 05 （3月24日、プレステージ）
- 2009 男湯温泉祭り 開催in甲府湯村温泉 （5月7日、SODクリエイト）…オムニバス作品 他出演:りおな ほか ※「原田リカ」名義
- 巨乳ギャルだらけのスイミングクラブに男ひとりで入会して、泳げないフリをすればモテモテになれるか…を本当に試してみた!! （5月7日、GARCON）…共演:凛音涼子、倖田みらい、宮崎あい、永井あいこ、まりん
- 「ワザとか?それとも偶然か? 体温が感じるほど密着寸前の接客をしてくるグ○ーンアテンダントに出会ったらヤらなければいけない電車内の勃起マナー」 Vol.1 （5月21日、DANDY）…オムニバス作品
- ナイスボディ素人ギャル限定!! そのプリケツで尻コキしてくれませんか!? （6月4日、GARCON）…オムニバス作品 他出演:川村葵、早乙女あずさ 他
- Rookies 10 松山在住・Fカップのドエローな塾講師に中出し! （6月16日、スターゲート）
- THE HUNTERS 2 （6月26日、青空ソフト）…オムニバス作品 他出演:早乙女美奈子 ほか
- シャイな童貞男子を抜きまくる 巨乳ギャルだらけのコンビニは実在した!! （7月9日、GARCON）…共演:千野美帆、速水百花、二宮せりな、真田春香
- ヒロイン討伐 Vol.44 （7月10日、GIGA）
- コスプレ制服黒タイツ 撮りおろし 4時間 （7月17日、TMA）…オムニバス作品 他出演:松井なみ、早乙女美奈子、葉月みりあ 他
- 痴漢号泣電車 （7月23日、ナチュラルハイ）…オムニバス作品
- お仕置き 10 （8月1日、中嶋興業）
- STREET ANGELS （8月1日、グラフィス）…オムニバス作品 ※「REIKO」名義
- IP OFFICE 3 （9月1日、アイデアポケット）…共演:
- 巨乳ギャルレズレスリング!! vol.02 （9月5日、GARCON）…共演:根本あきこ、須真杏里、佐伯奈々、花木あのん、速水百花
- ヒロイン搾乳 獣王戦隊シェパードV ピンクシェパード編 （9月11日、GIGA）
- GIRL'S HIGH 03 （9月18日、GLAY'z） ※「リリカ」名義
- 一瞬完全同時発射 キレイな女を一瞬でドロドロにしたい （9月19日、SODクリエイト）…オムニバス作品 他出演:平井綾、三浦加奈、東野愛鈴
- 女子アナ Hなハプニング映像10連発 （9月5日、ROCKET）…オムニバス作品 他出演:
- 24/7 （9月19日、プレステージ）
- 街行く“働く制服お姉さん”限定 過激でHなレズナンパ （10月1日、V）…オムニバス作品 共演:星優乃
- ザ・ギャルナン Vol.21 （10月15日、グローリークエスト）…共演:森ゆきな、成島りゅう、倉本あいら ほか
- ハイスクール角オナニー 3 （11月13日、アロマ企画）…オムニバス作品 他出演:スザンナ、美花ぬりぇ、永井あいこ、さくら愛々、椿まひる、篠原奈美
- 放課後の女子校生 3 （11月20日、ケイ・エム・プロデュース）…オムニバス作品 他出演:愛璃みい、ひなの 他

他